# Alen Biskupović
Alen Biskupović (Osijek, 1978.) hrvatski je teatrolog i kazališni kritičar.

## Životopis
Na Filozofskom fakultetu u Osijeku diplomirao 2006. godine te 2014. stekao zvanje doktora znanosti iz područja Humanističkih znanosti s temom Dramska kazališna kritika u osječkim dnevnim glasilima od 1902. do 1945. godine. Od 2008. godine na Umjetničkoj akademiji u Osijeku sudjeluje u izvođenju nastave Povijesti drame i kazališta, a djeluje i kao za različite mjesečnike i web stranice (Kazalište.hr, Republika, Hrvatsko glumište...). Glavni je urednik časopisa za umjetnost i kulturu Artos  Arhivirana inačica izvorne stranice od 9. listopada 2014. (Wayback Machine), a djelovao je kao urednik i prireditelj različitih teatroloških izdanja. Aktivan je u međunarodnim i tuzemnim strukovnim udrugama (HDKKT, AICT, HUAmS, MH) te volontira u društvu Naša djeca  Arhivirana inačica izvorne stranice od 26. listopada 2014. (Wayback Machine) Od lipnja 2014. član je upravnog odbora i tajnik Hrvatskog društva kazališnih kritičara i teatrologa od 2014. do 2019. Od 2018. član je Odbora za kulturu Grada Osijeka.

## Obrazovanje
Diplomirao je na Filozofskom fakultetu u Osijeku 2006. godine (studij njemačkog jezika i književnosti i engleskog jezika i književnosti) gdje je stekao i zvanje doktora znanosti u srpnju 2014. godine s temom Dramska kazališna kritika u osječkim dnevnim glasilima od 1902. do 1945 (komisija u sastavu red.prof.dr.sc. Antonija Bogner Šaban, red.prof.dr.sc. Vlado Obad i red.prof.dr.sc. Sanja Nikčević).
- 2006. – 2014.	Filozofski fakultet u Osijeku, Poslijediplomski doktorski studij Književnost i kulturni identitet – tema Dramska kazališna kritika u osječkim dnevnim glasilima od 1902. do 1945. godine (mentorstvo red. prof. dr. sc. Sanja Nikčević)
- 2000. -  2006.	Filozofski fakultet u Osijeku, studij anglistike i germanistike, smjer engleski i njemački jezik i književnost: diplomirani profesor engleskog i njemačkog jezika i književnosti
- 1993. – 1997.	Prirodoslovno-matematička gimnazija, Osijek
- 1988. – 1995	Srednja glazbena škola Franjo Kuhač, Osijek (truba, klavir)

## Zaposlenja
Od 2008. godine zaposlen je kao asistent na Umjetničkoj akademiji u Osijeku.                             
- 2022.                            izv.prof.dr.sc. na Odsjeku za kazališnu umjetnost, Akademija za umjetnost i kulturu, Osijek
- 2021.                            prodekan za studijske programe i cjeloživotno učenje
- 2018. - 2022.               docent na Odsjeku za kazališnu umjetnost, Akademija za umjetnost i kulturu, Osijek
- 2017. – 2018.              docent na Odjelu za kulturologiju, Sveučilište Josipa Jurja Strossmayera u Osijeku
- 2016. – 2017.             docent na Odsjeku za kazališnu umjetnost, Umjetnička akademija u Osijeku
- 2015. – 2016.         viši asistent na Odsjeku za kazališnu umjetnost, Umjetnička akademija u Osijeku
- 2010. -               kazališni kritičar i recenzent teatroloških izdanja za Kazalište.hr, Republiku, Hrvatsko glumište...
- 2008. – 2015.	        asistent na Odsjeku za kazališnu umjetnost, Umjetnička akademija u Osijeku
- 2006. – 2008. 	profesor engleskog i njemačkog jezika, Privatna gimnazija Gaudeamus, Osijek
- 2006. – 2008. 	profesor engleskog i njemačkog jezika, Isusovačka klasična gimnazija, Osijek
- 2006. – 2008. 	profesor engleskog i njemačkog jezika, Ad Hoc – centar za obrazovanje i prevođenje, Osijek
- 2006. – 2008. 	konzekutivni i simultani prevoditelj za engleski i njemački jezik, Ad Hoc – centar za obrazovanje i prevođenje, Osijek

## Usavršavanje
U sklopu Umjetničke akademije i sveučilišta J.J. Strossmayera u Osijeku pohađa različite tuzemne i inozemne rezidencije i radionice u cilju daljnjeg usavršavanja:
- 2019.	Radionica o rekonstruiranim sustavima Mozvag, Crosbi i Baza projekata 5. prosinca 2019. godine Sveučilišni računski centar (SRCE) Josipa Marohnića 5, Zagreb
- 2018.	ONLINE COURSE DEVELOPMENT WORKSHOP pod vodstvom Heeyoung Kim, Director of Faculty Development, Teaching and Learning Center, and Boris Vilić, Dean, College of Continuing Studies, Lawrenceville, NJ with software Snagit, Audacity, Canvas, Adobe presenter, Screencast-o-matic (Osijek, Sveučilište J.J. Strossmayera, Akademija za kulturu i umjetnost, 28. – 31.5.2018.)
- 2018.	ONLINE COURSE DEVELOPMENT WORKSHOP. 5–25. veljače; voditelji Heeyoung Kim i Boris Vilić. Online orientation to online teaching with software platform Canvas.
- 2016.	Radionica NATJEČAJI ZA ISTRAŽIVAČKE PROJEKTE, Hrvatska zaklada za znanost, voditelj prof.dr.sc. Dean Ajduković, Sveučilište J.J. Strossmayera, Osijek, svibanj 2016.
- 2016. 	Radionica Art terapija SNAGA U TEBI, 9. Dioniz, vodstvo doc. Heidi Bardot MA, ART-BC i Carrie Knebel LCSW-C, ATR-BC, Washington DC, Osijek, ožujak 2016.
- 2016.	Radionica Art terapija ŽIVOTNI PUT, 9. Dioniz UAOS, vodstvo doc. Heidi Bardot MA, ART-BC i Carrie Knebel LCSW-C, ATR-BC, Osijek, ožujak 2016.
- 2016.	Radionica ROCCO Removing Obstacles for Cross-border Cooperation, Ministarstvo  znanosti, obrazovanja i sporta, Erasmus+ i EU, FOI Varaždin, vodstvo red.prof.dr.sc. Blaženka Divjak
- 2014.	Radionica LOOMEN, Sveučilište J. J. Strossmayera, UAOS, Osijek, prosinac 2014., vodstvo doc.art. Jasmina Pacek i Tomislav Marijanović
- 2014.	Radionica ISHODI UČENJA, Sveučilište J. J. Strossmayera, Osijek, listopad 2014., vodstvo doc.dr.sc. Tihomir Živić FFOS, suradnik AZVO-a i evaluator, Osijek
- 2014.  Radionica iz programskog paketa Statistica, Sveučilište J.J. Strossmayera, Osijek, listopad 2014., vodstvo izv. prof. dr. sc. Mirte Bensic – pročelnica Odjela za matematiku
- 2014. 	Radionica Agencija za mobilnost i programe Europske unije, OBZOR 2020., Sveučilište J.J. Strossmayera, Osijek, rujan 2014., vodstvo Marina Pražetina – viša stručna savjetnica i dr.sc. Maja Vehovec
- 2014.  Unpack the Arts, London, Velika Britanija, rezidencija suvremenih umjetnost za novinare iz kulture i kazališne kritičare
- 2014. 	Definiranje ishoda učenja prema kolegijima, Sveučilište J.J. Strossmayera, Umjetnička akademija u Osijeku, pod vodstvom doc.dr.sc. Ana Kurtović
- 2010. 	Radionica o sedmom okvirnom programu FP7 za znanstvenike iz društvenih i humanističkih znanosti, Zagreb
- 2008. 	Sustavni pristup uvođenju ishoda učenja u obrazovanje studenata na Sveučilištu Josipa Jurja Strossmayera u Osijeku – Super unios, Osijek, UAOS
- 2007.   5th Longman Conference on English Language Teaching, Zagreb
- 2006. 	American studies workshop Ethnic Identities in Today’s America, Zagreb
- 2003. 	Goethe Institut Zagreb, Fernsehsprachkurs, OŠ Mladost, Osijek pod vodstvom Herrn Dr. Dieter Kirsch

## Funkcije
Osim rada na pedagoškom polju radi i na usustavljivanju organizacionog ustrojstva Kazališnog odsjeka i Umjetničke akademije. Pri tome obnaša brojne dodatne funkcije vezane neposredno uz mjesto zaposlenja (sustavi ISVU-a i Mozvaga, sudjelovanje u izradi studijskih programa, revizije i ažuriranje istih), uključujući ona organizacijske prirode: pisanje dopisa, izvješća, profesionalne komunikacije, organizacije festivala i simpozija.
- 2020. -	Prodekan za studijske programe
- 2019. -	Radni tim za izradu materijala pod točkom Studijski programi u okviru samoanalize u postupku reakreditacije
- 2019. -	Koordinator za Mozvag – Odsjek za kazališnu umjetnost
- 2019. - 		       Koordinator za Erazmus program Odsjek za kazališnu umjetnost
- 2019. - 	član Odbora za pripremu reakreditacijskog postupka – studijski programi
- 2018. -	član Knjižničnog odbora Akademije za umjetnost i kulturu
- 2018. -	član Povjerenstva za izdavačku djelatnost Akademije za umjetnost i kulturu
- 2018. -	zamjenik voditeljice Odsjeka za kazališnu umjetnost
- 2018.	Član organizacijskog odbora festivala/sajma knjige Knjige za 5! Akademija za umjetnost i kulturu, Osijek 7-9.11.2018.
- 2014. – 2019.	            Tajnik Hrvatskog društva kazališnih kritičara i teatrologa
- 2014. – 2019.	            Član Upravnog odbora Hrvatskog društva kazališnih kritičara i teatrologa
- 2014. -	            Pomoćnik koordinatora za prelazak sustava Umjetničke akademije na Informacijski sustav visokih učilišta (ISVU), Odsjek za kazališnu umjetnost
- 2013. –   2014.     Voditelj studenata 2. godine diplomskog studija Kazališne umjetnosti pri Umjetničkoj akademiji u Osijeku
- 2013. -                   Član povjerenstva za izdavačku djelatnost, Umjetnička akademija u Osijeku
- 2012. – 2014.        Voditelj studenata 1. i 2. godine diplomskog studija Kazališne umjetnosti pri Umjetničkoj akademiji u Osijeku
- 2011. – 2013.        Zamjenik glavne urednice Biblioteke Ars Academica Sanje Nikčević
- 2011. – 2012.       Član Povjerenstva za praćenje i osiguranje kvalitete visokog obrazovanja, Umjetnička akademija u Osijeku
- 2011. -		    Član izvršnog odbora društva Naša djeca  Arhivirana inačica izvorne stranice od 26. listopada 2014. (Wayback Machine), Osijek
- 2010. -		    Predstavnik Umjetničke akademije u skupštini društva Naša djeca, Osijek
- 2010. – 2013.        Član odbora UAOS za prelazak sustava Umjetničke akademije na Informacijski sustav visokih učilišta (ISVU) - kazališni odsjek
- 2010. 	                   Suorganizator znanstvenog kolokvija (uz red.prof.dr.sc. Sanju Nikčević) Komedija – zapostavljeni žanr? u sklopu 3. Dionizijevog festivala: Igrom do smijeha, UAOS
- 2010. 		           Član organizacijskog odbora Smotre sveučilišta u Osijeku
- 2010. 		           Koordinator Festivala znanosti u Osijeku
- 2009. 		           Član organizacijskog odbora 5. obljetnice Umjetničke akademije u Osijeku
- 2008. – 2014.       Koordinator i administrator sustava MOZVAG  Arhivirana inačica izvorne stranice od 26. listopada 2014. (Wayback Machine) - informacijski sustav za podršku Agenciji za znanost i visoko obrazovanje (AZVO) za UAOS – kazališni odsjek
- 2008. – 2010.       Sudionik u izvođenju teorijske nastave Dramskog studija UAOS
- 2008. -	          Član organizacijskog Odbora Međunarodnog susreta kazališnih i lutkarskih akademija – Dioniz, Umjetnička akademija u Osijeku

## Izdavačka i urednička djelatnost
Kontinuirani rad na promicanju teatrologije, znanstvenih vrijednosti i oblikovanju kulturne memorije iskazao je i djelovanjem unutar i izvan institucije UAOS-a kao prireditelj i/ili urednik teatroloških izdanja, voditelj tribina i predstavljač teatroloških izdanja u sklopu Leykam Internationala i Matice Hrvatske.
- 2014. - 	glavni urednik Monografije UAOS povodom obilježavanja deset godina rada Umjetničke akademije u Osijeku
- 2014. – 2017. 	glavni urednik online časopisa za umjetnost i kulturu Artos  Arhivirana inačica izvorne stranice od 6. listopada 2014. (Wayback Machine), Umjetnička akademija u Osijeku
- 2012. -	urednik knjige Sanje Nikčević Kazališna kritika ili neizbježni suputnik, Leykam international, Biblioteka Ars Academica, Osijek, 2012.
- 2011. - 	suurednik (uz red.prof.dr.sc. Sanju Nikčević)  Književna revija 1/2011., tematski broj Smijeh - Radovi sa znanstvenog kolokvija Komedija zapostavljeni žanr,  Ogranak Matice hrvatske Osijek

## Nagrade i priznanja
Za svoje djelovanje 2013. godine nagrađen je Nagradom Vijeća Umjetničke akademije u Osijeku za izuzetno zalaganje u umjetničko-znanstvenim istraživanjima.
2013. 	Nagrada Vijeća Umjetničke akademije u Osijeku za izuzetno zalaganje u umjetničko-znanstvenim istraživanjima.

## Članstva
Osim pedagoškog rada unutar institucije UAOS, kontinuirano djeluje i na području promicanja teatrologije, znanstvenih vrijednosti i oblikovanju kulturne memorije i izvan institucije UAOS-a kao član različitih udruga.
- 2013. - 	HDKKT – Hrvatsko društvo kazališnih kritičara i teatrologa
- 2013. - 	AICT/IATC Međunarodno društvo kazališnih kritičara
- 2012. – 2019.	HuAms – Hrvatsko udruženje za američke studije
- 2011. -	Matica hrvatska
- 2011. – 2019. 	Naša Djeca  Arhivirana inačica izvorne stranice od 26. listopada 2014. (Wayback Machine)

## Vanjske poveznice
- http://www.uaos.unios.hr/index.php?option=com_content&view=article&id=112%3Aalen-bisk
- https://www.bib.irb.hr/pretraga?operators=and%7Calen%20biskupovi%C4%87%7Ctext%7Cprofile
- https://www.linkedin.com/pub/alen-biskupovi%C4%87/70/434/630%5Bneaktivna+poveznica%5D
- http://www.hdkkt.hr/
- http://kazaliste.hr/index.php?p=article&g=18